# Sampigny
Pour l’article homonyme, voir Sampigny-lès-Maranges.
Ne doit pas être confondu avec Sempigny.
Sampigny est une commune française située dans le département de la Meuse, en région Grand Est.

## Géographie

### Situation
Bourg situé sur la rive gauche de la Meuse, sur la route entre Commercy et Saint-Mihiel.

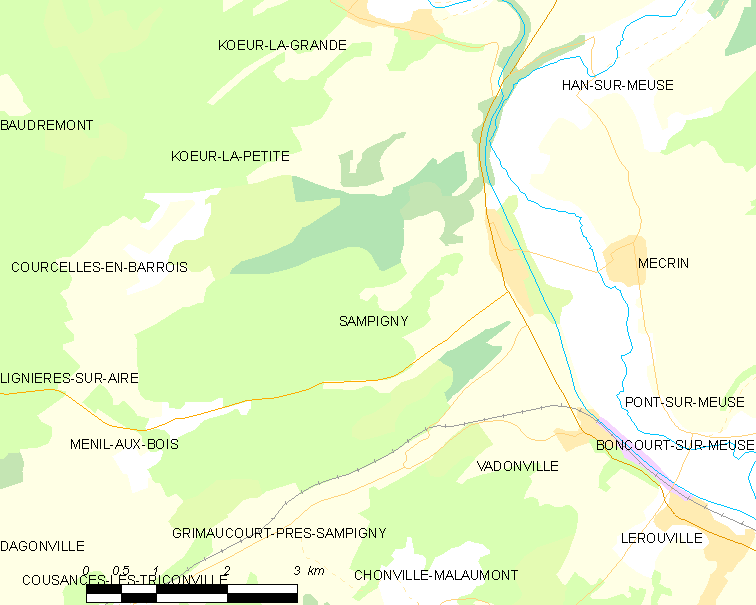
Carte de la commune.
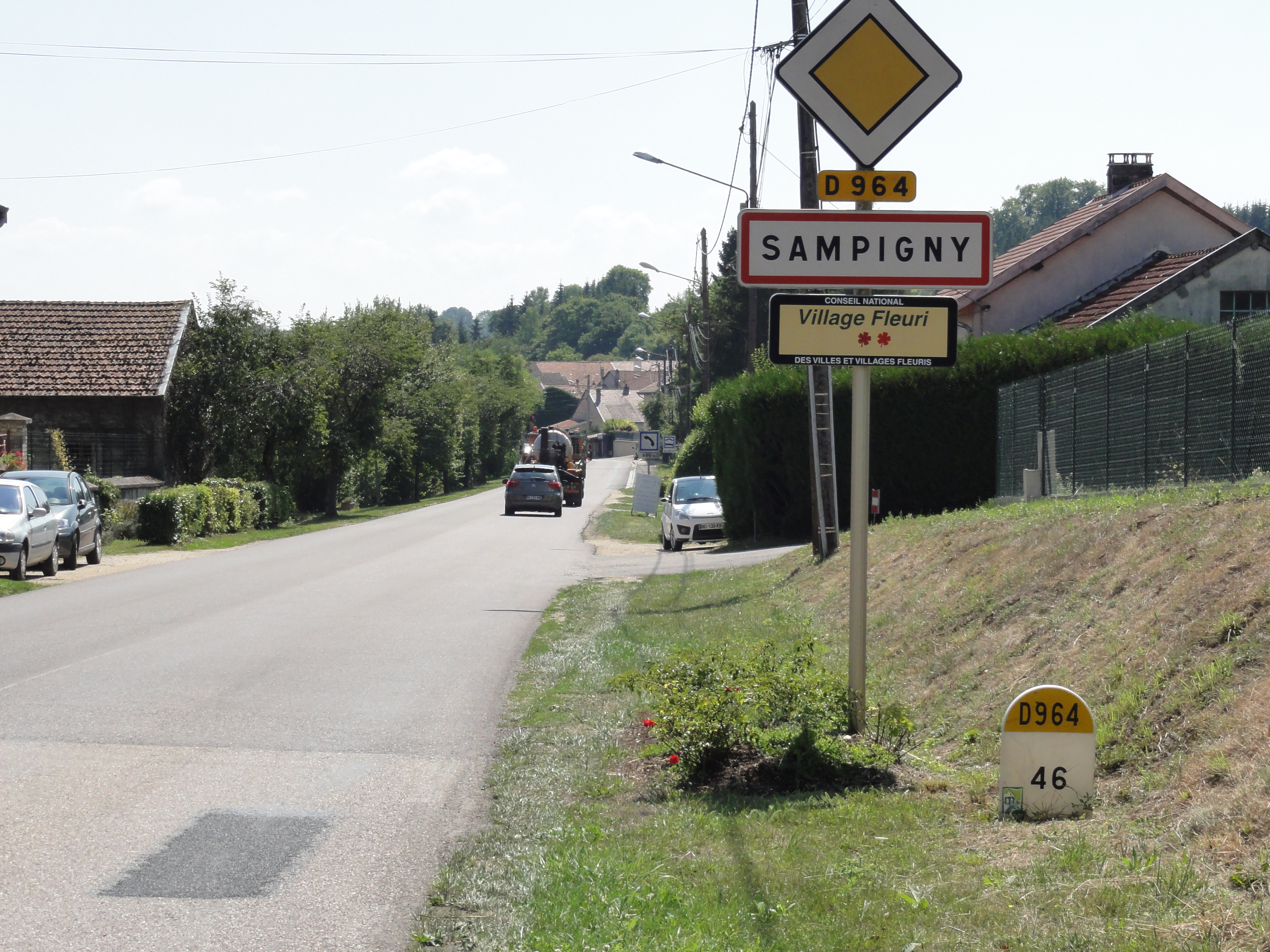
Entrée de Sampigny.

#### Communes limitrophes
| Kœur-la-Petite            | Mécrin     | Mécrin     |
| Kœur-la-Petite            | Sampigny   | Mécrin     |
| Grimaucourt-près-Sampigny | Vadonville | Vadonville |

### Sismicité
Commune située dans une zone 1 de sismicité très faible.

### Hydrographie
La commune est dans le bassin versant de la Meuse au sein du bassin Rhin-Meuse. Elle est drainée par le canal de l'Est Branche-Nord, la Meuse, le ruisseau de Menil, le ruisseau de Girouet et le ruisseau de Mont,.
Le canal de l'Est Branche-Nord, d'une longueur de 141 km, est un chenal et un cours d'eau naturel navigable qui relie Givet à Troussey, où il rejoint le canal de la Marne au Rhin. 

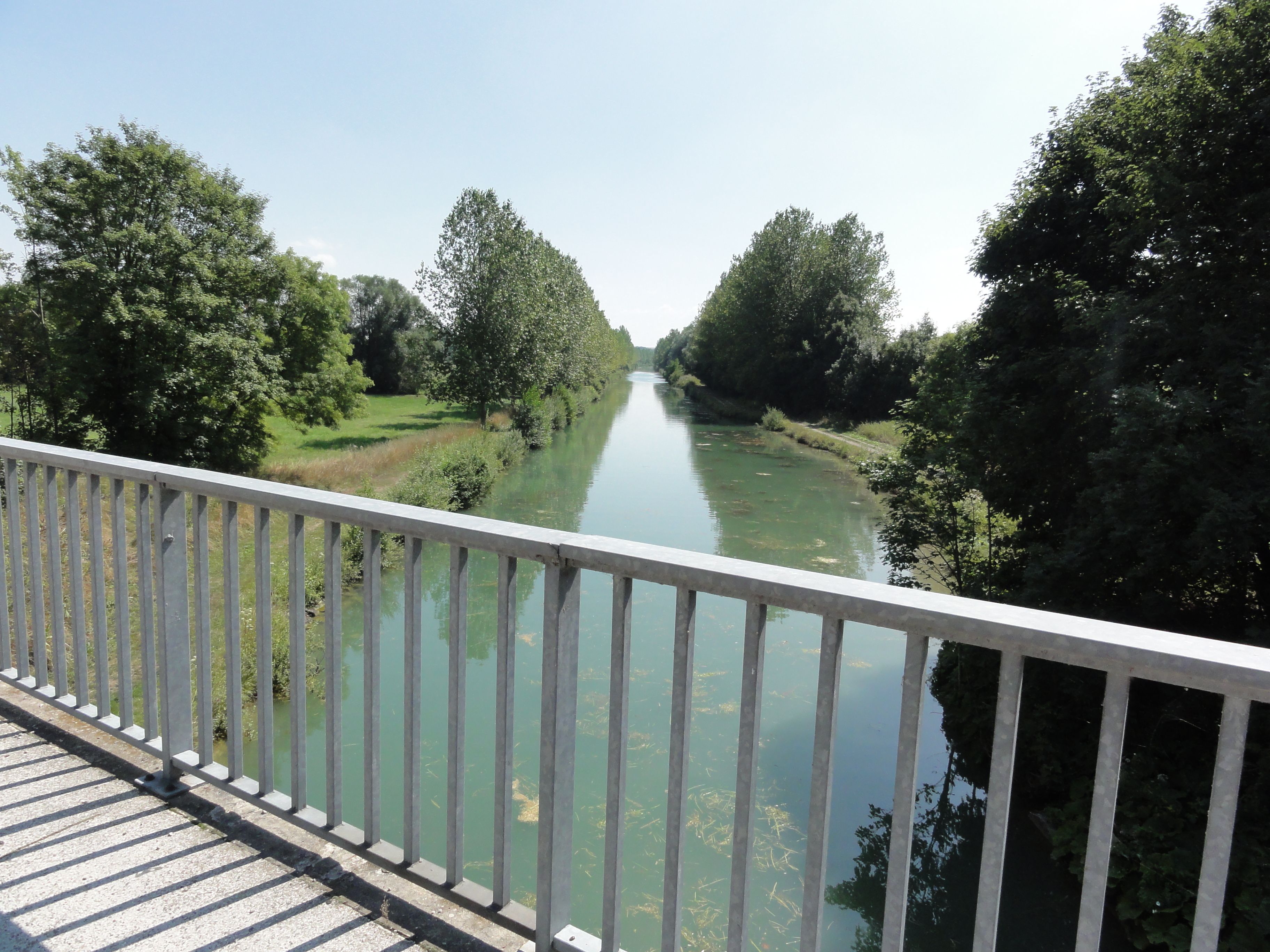
Canal de l'Est.

La Meuse, d'une longueur de 486 km, est un fleuve européen qui prend sa source en France, dans la commune du Châtelet-sur-Meuse, à 409 mètres d'altitude, et se jette dans la mer du Nord après un cours long d'approximativement 950 kilomètres traversant la France, la Belgique et les Pays-Bas. Les caractéristiques hydrologiques de la Meuse sont données par la station hydrologique située sur la commune de Saint-Mihiel. Le débit moyen mensuel est de 30,2 m3/s. Le débit moyen journalier maximum est de 530 m3/s, atteint lors de la crue du 11 avril 1983. Le débit instantané maximal est quant à lui de 658 m3/s, atteint le 31 décembre 2001.

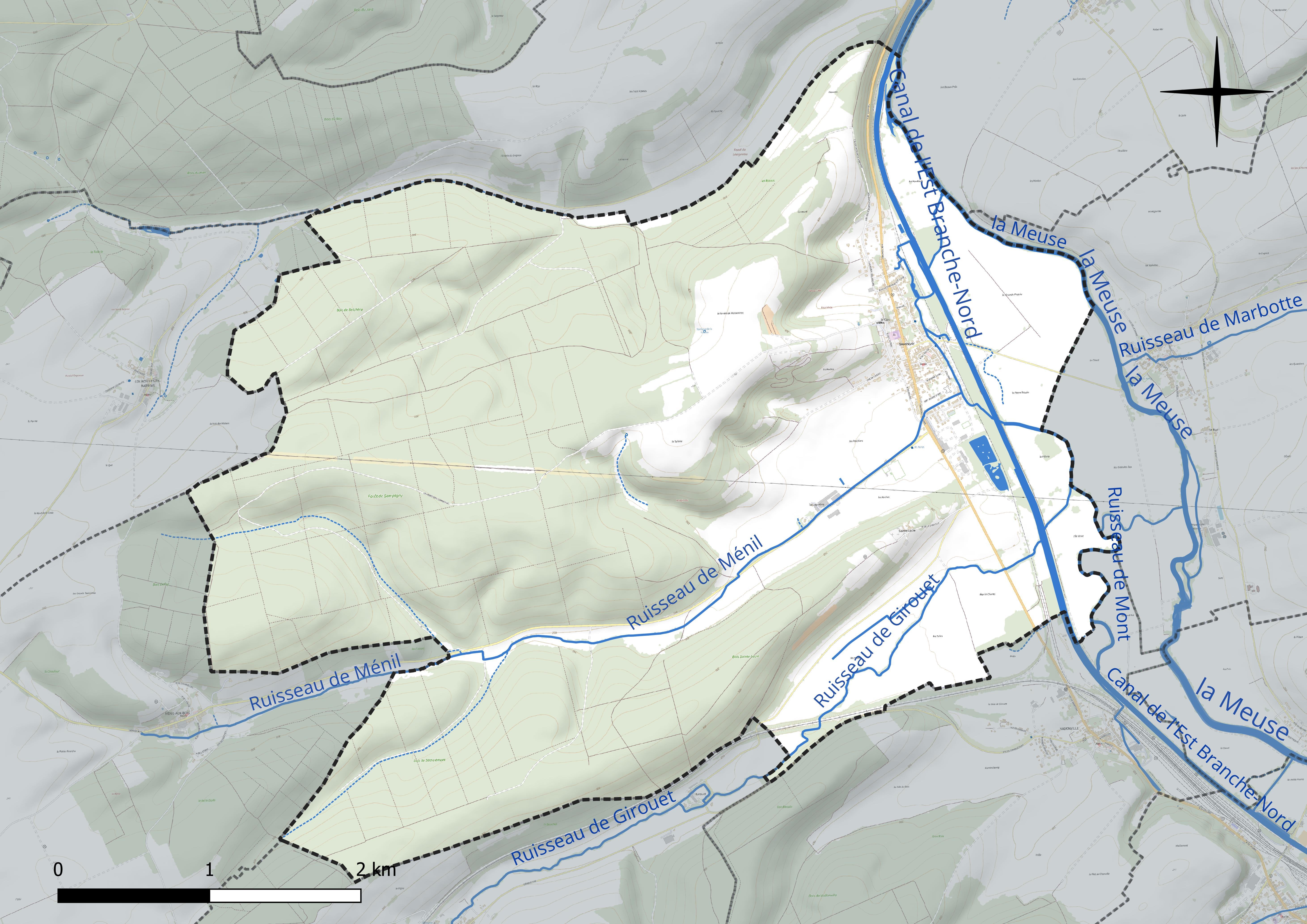
Réseau hydrographique de Sampigny.

### Climat
Pour des articles plus généraux, voir Climat du Grand Est et Climat de la Meuse.
En 2010, le climat de la commune est de type climat de montagne, selon une étude du Centre national de la recherche scientifique s'appuyant sur une série de données couvrant la période 1971-2000. En 2020, Météo-France publie une typologie des climats de la France métropolitaine dans laquelle la commune est exposée à un climat océanique altéré et est dans la région climatique  Lorraine, plateau de Langres, Morvan, caractérisée par un hiver rude (1,5 °C), des vents modérés et des brouillards fréquents en automne et hiver. 
Pour la période 1971-2000, la température annuelle moyenne est de 9,7 °C, avec une amplitude thermique annuelle de 16,1 °C. Le cumul annuel moyen de précipitations est de 947 mm, avec 13,6 jours de précipitations en janvier et 9,4 jours en juillet. Pour la période 1991-2020, la température moyenne annuelle observée sur la station météorologique de Météo-France la plus proche, « Erneville aux Bois_sapc », sur la commune d'Erneville-aux-Bois à 12 km à vol d'oiseau, est de 9,9 °C et le cumul annuel moyen de précipitations est de 1 021,5 mm. 
La température maximale relevée sur cette station est de 39,4 °C, atteinte le 25 juillet 2019 ; la température minimale est de −24,2 °C, atteinte le 18 février 1956,,. 
Les paramètres climatiques de la commune ont été estimés pour le milieu du siècle (2041-2070) selon différents scénarios d'émission de gaz à effet de serre à partir des nouvelles projections climatiques de référence DRIAS-2020. Ils sont consultables sur un site dédié publié par Météo-France en novembre 2022.

## Urbanisme

### Typologie
Au 1er janvier 2024, Sampigny est catégorisée bourg rural, selon la nouvelle grille communale de densité à sept niveaux définie par l'Insee en 2022.
Elle est située hors unité urbaine. Par ailleurs la commune fait partie de l'aire d'attraction de Commercy, dont elle est une commune de la couronne,. Cette aire, qui regroupe 19 communes, est catégorisée dans les aires de moins de 50 000 habitants,.

### Occupation des sols
L'occupation des sols de la commune, telle qu'elle ressort de la base de données européenne d’occupation biophysique des sols Corine Land Cover (CLC), est marquée par l'importance des forêts et milieux semi-naturels (66,4 % en 2018), en diminution par rapport à 1990 (68,9 %). 
La répartition détaillée en 2018 est la suivante : 
forêts (60,7 %), terres arables (21,7 %), prairies (6,8 %), milieux à végétation arbustive et/ou herbacée (5,7 %), zones urbanisées (2,7 %), zones agricoles hétérogènes (2,5 %). L'évolution de l’occupation des sols de la commune et de ses infrastructures peut être observée sur les différentes représentations cartographiques du territoire : la carte de Cassini (XVIIIe siècle), la carte d'état-major (1820-1866) et les cartes ou photos aériennes de l'IGN pour la période actuelle (1950 à aujourd'hui).

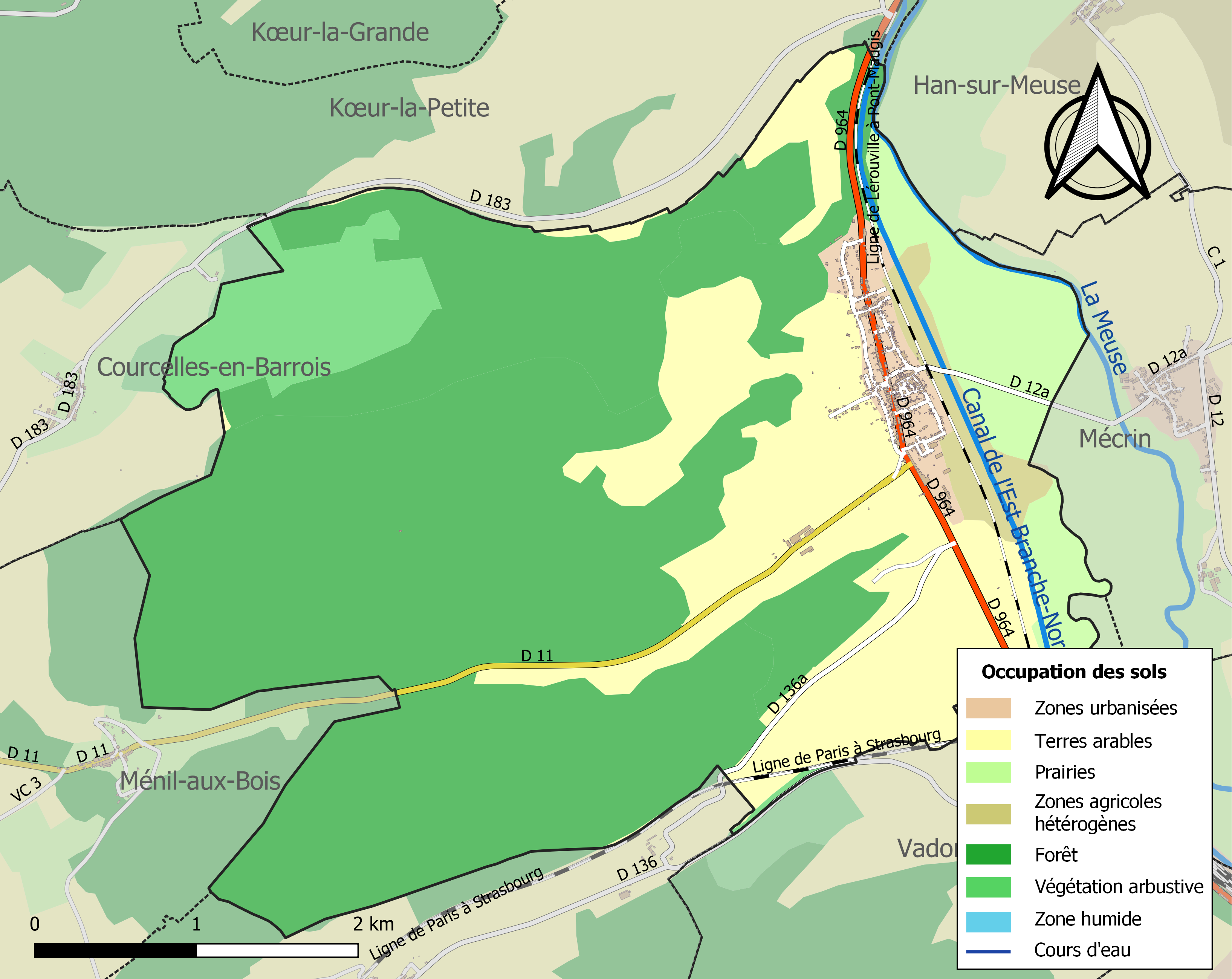
Carte des infrastructures et de l'occupation des sols de la commune en 2018 (CLC).

### Voies de communications et transports

#### Voies routières
- Nationale 4. Intersections à niveau mineures + carrefour avec D 196 > Commercy.

#### Transports en commun
- Fluo Grand Est.

#### Lignes SNCF

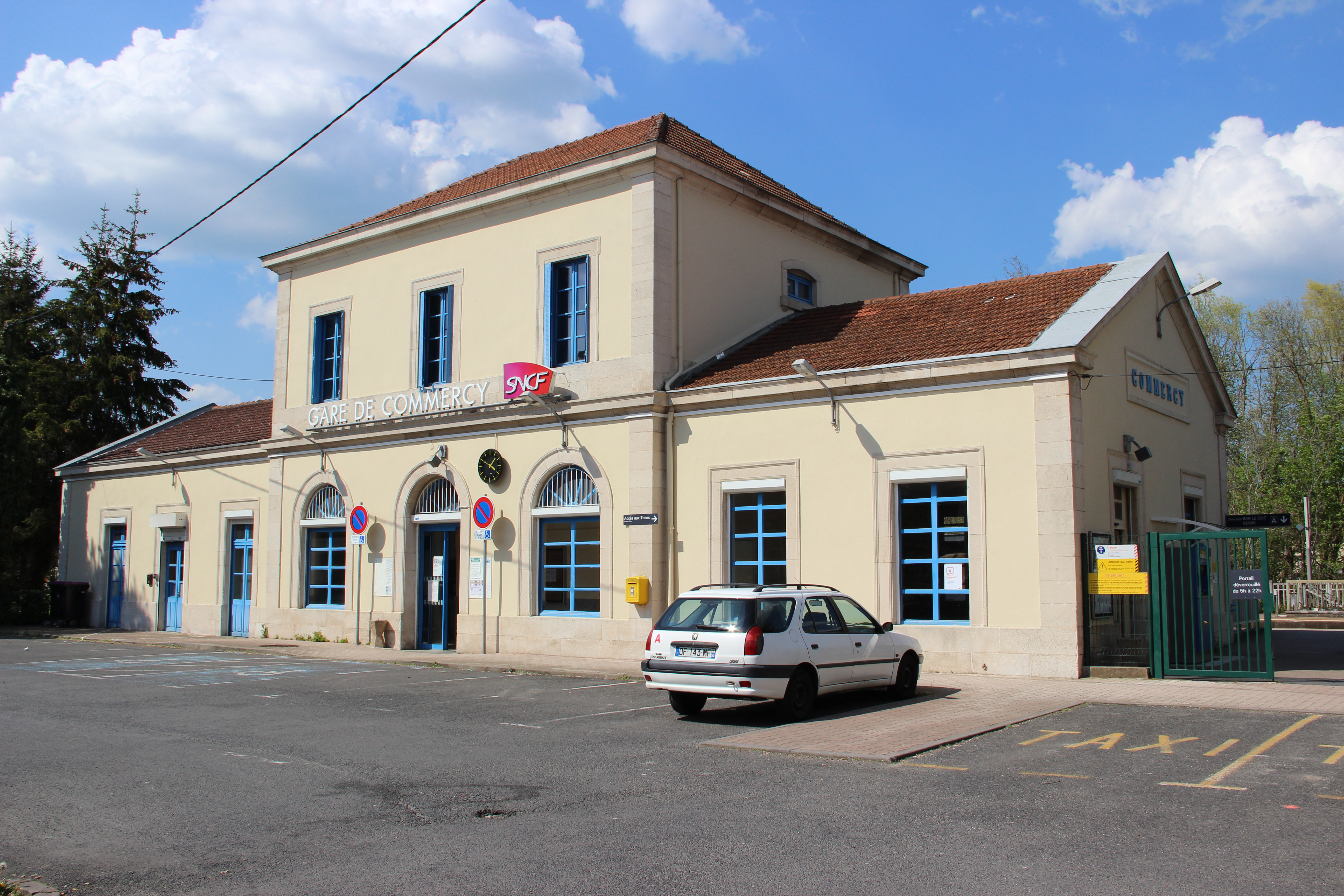
Gare de Commercy.

- Gare de Commercy
- Gare de Nançois - Tronville
- Gare de Pagny-sur-Meuse
- Gare de Meuse TGV
- Gare de Bar-le-Duc

## Toponymie
Le nom de la localité est attesté sous les formes Sampiniacum (IXe siècle) ; Sampigniacum (984) ; Sampigneyum (1060) ; Sampineium (1103) ; Sampineiacum (1152) ; Sampiniacum castrum (1156) ; Sempiniacum (1179) ; Saptiminium (XIIe siècle) ; Solz turrim castellani Sempigney (1210) ; Castellania Sampigney (1218) ; Sampignei (1267) ; Campignei (1318) ; Sampigney (1358) ; Sampigneum (1402) ; Ville et forteresse de Sampigny (1437) ; Sampigneium (1439) ; Sempigneium (1642).

## Histoire
Sampigny était le chef-lieu d'une seigneurie érigée en comté, le 13 juillet 1712, par le duc de Lorraine, Léopold Ier, en faveur de Louis-Ignace de Rehé. Elle comprenait Grimaucourt-près-Sampigny, Ménil-aux-Bois, Vadonville, Pont-sur-Meuse et la forge sous Commercy. Par contrat signé le 26 janvier 1720, de Rehé/de Rehez d'Issoncourt de Toucy la vend à Antoine Pâris, l'aîné des quatre frères Pâris.

## Politique et administration
| Période                                  | Période                   | Identité                                          | Étiquette | Qualité                       |
| ---------------------------------------- | ------------------------- | ------------------------------------------------- | --------- | ----------------------------- |
| Les données manquantes sont à compléter. |                           |                                                   |           |                               |
| avant 1988                               | ?                         | Mariette Vautrin                                  |           |                               |
| mars 2001                                | 28 mars 2014              | Richard Eberhart                                  | SE        |                               |
| 28 mars 2014                             | En cours (au 23 mai 2020) | François Vuillaume Réélu pour le mandat 2020-2026 | SE        | Cadre de la fonction publique |

## Population et société

### Démographie

#### Évolution démographique
L'évolution du nombre d'habitants est connue à travers les recensements de la population effectués dans la commune depuis 1793. Pour les communes de moins de 10 000 habitants, une enquête de recensement portant sur toute la population est réalisée tous les cinq ans, les populations de référence des années intermédiaires étant quant à elles estimées par interpolation ou extrapolation. Pour la commune, le premier recensement exhaustif entrant dans le cadre du nouveau dispositif a été réalisé en 2008.

En 2022, la commune comptait 693 habitants, en évolution de −4,02 % par rapport à 2016 (Meuse : −4,4 %, France hors Mayotte : +2,11 %).
| 1793 | 1800 | 1806 | 1821 | 1831 | 1836  | 1841  | 1846 | 1851  |
| ---- | ---- | ---- | ---- | ---- | ----- | ----- | ---- | ----- |
| 510  | 823  | 868  | 951  | 980  | 1 002 | 1 029 | 959  | 1 067 |

| 1856  | 1861  | 1866  | 1872 | 1876  | 1881  | 1886 | 1891  | 1896  |
| ----- | ----- | ----- | ---- | ----- | ----- | ---- | ----- | ----- |
| 1 189 | 1 128 | 1 074 | 906  | 1 028 | 1 033 | 973  | 1 674 | 1 662 |

| 1901  | 1906  | 1911  | 1921 | 1926 | 1931 | 1936 | 1946 | 1954 |
| ----- | ----- | ----- | ---- | ---- | ---- | ---- | ---- | ---- |
| 1 551 | 1 558 | 1 683 | 696  | 789  | 794  | 754  | 782  | 821  |

| 1962 | 1968 | 1975 | 1982 | 1990 | 1999 | 2006 | 2008 | 2013 |
| ---- | ---- | ---- | ---- | ---- | ---- | ---- | ---- | ---- |
| 855  | 789  | 697  | 613  | 800  | 786  | 752  | 742  | 740  |

| 2018 | 2022 | - | - | - | - | - | - | - |
| ---- | ---- | - | - | - | - | - | - | - |
| 690  | 693  | - | - | - | - | - | - | - |

### Enseignement
Établissements d'enseignements :
- Écoles maternelle et primaire.
- Collèges à Saint-Mihiel, Commercy, Ligny-en-Barrois.
- Lycées à Commercy, Ligny-en-Barrois.

### Santé
Professionnels et établissements de santé :
- Médecins à Sampigny, Lérouville, Les Paroches, Saint-Mihiel,
- Pharmacies à Lérouville, Saint-Mihiel, Vignot, Commercy,
- Hôpitaux à Saint-Mihiel, Commercy, Bar-le-Duc.

### Cultes
- Culte catholique, Paroisse Saint Charles de Foucauld du Pays de Commercy[27], Diocèse de Verdun.

## Économie

### Budget et fiscalité 2022

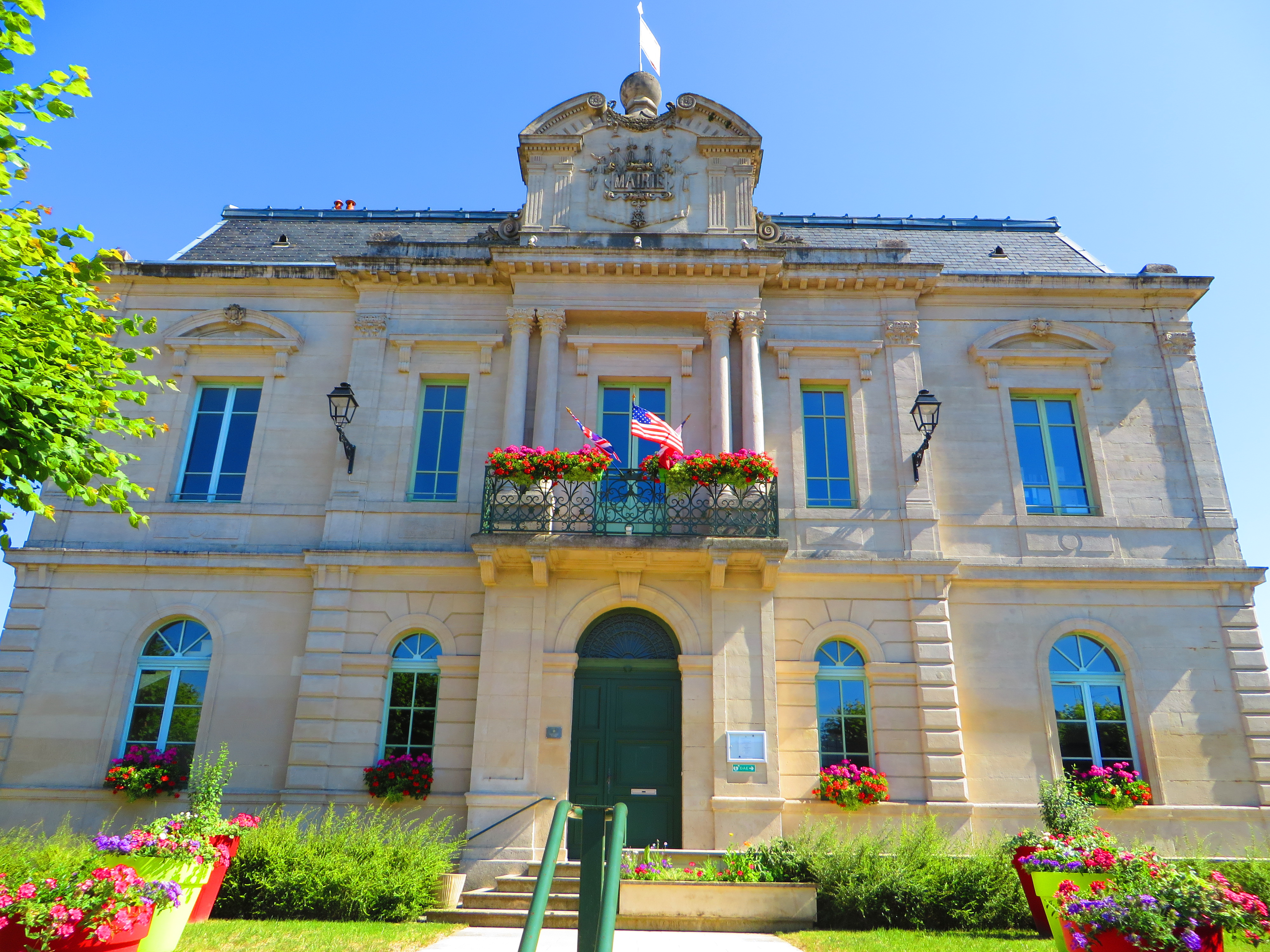
La Mairie.

En 2022, le budget de la commune était constitué ainsi :
- total des produits de fonctionnement : 686 000 €, soit 976 € par habitant ;
- total des charges de fonctionnement : 632 000 €, soit 899 € par habitant ;
- total des ressources d'investissement : 684 000 €, soit 972 € par habitant ;
- total des emplois d'investissement : 349 000 €, soit 497 € par habitant ;
- endettement : 490 000 €, soit 697 € par habitant.

Avec les taux de fiscalité suivants :
- taxe d'habitation : 8,12 % ;
- taxe foncière sur les propriétés bâties : 33,17 % ;
- taxe foncière sur les propriétés non bâties : 20,85 % ;
- taxe additionnelle à la taxe foncière sur les propriétés non bâties : 43,61 % ;
- cotisation foncière des entreprises : 8,76 %.

Chiffres clés Revenus et pauvreté des ménages en 2020 : médiane en 2020 du revenu disponible, par unité de consommation : 20 820 €.

## Culture locale et patrimoine

### Lieux et monuments

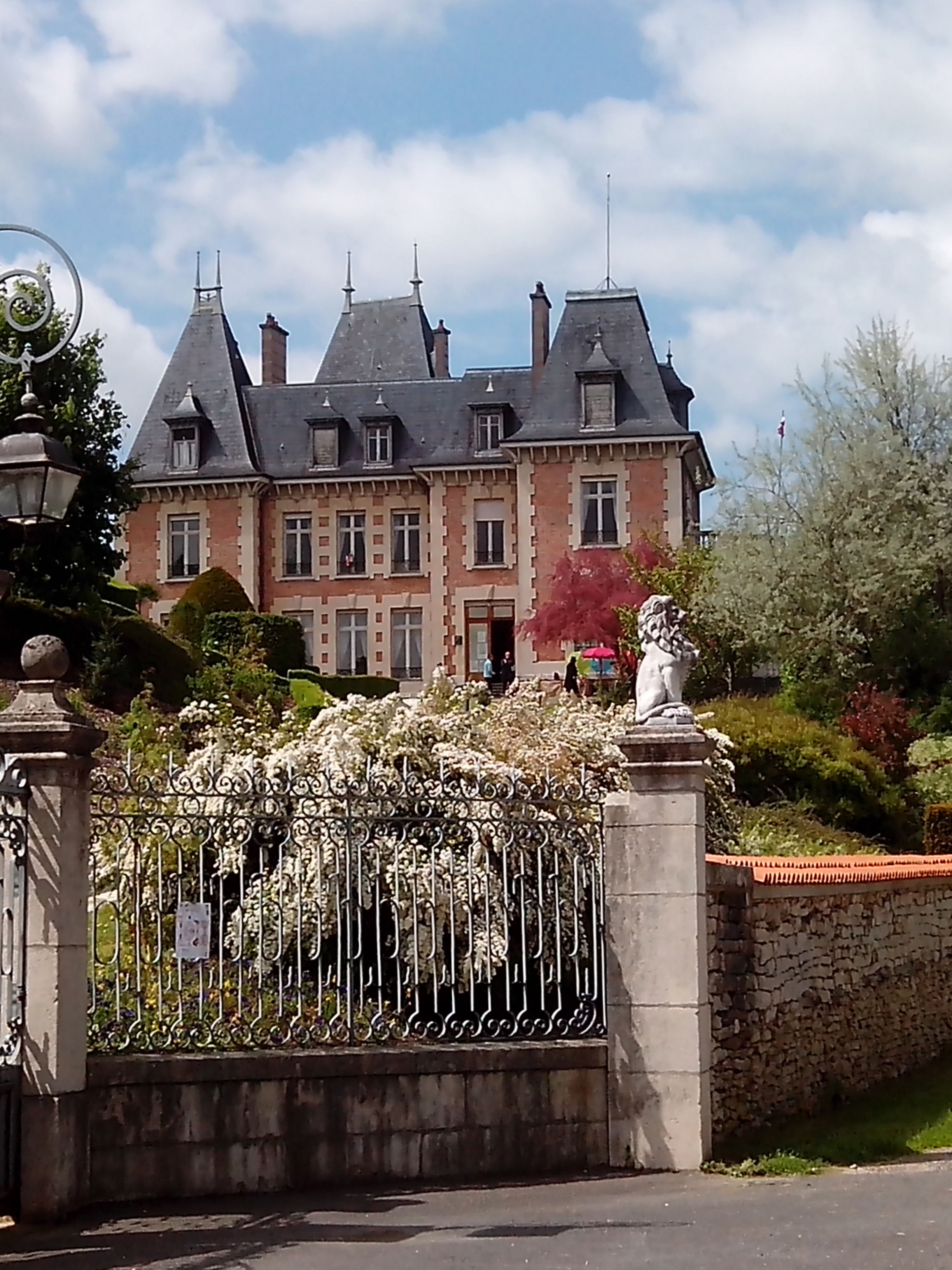
Le Clos Poincaré.

Patrimoine civil :
- Vestiges d'un château classique  Classé MH (1989)[30] dit château d'Henriette de Lorraine[31], construit vers 1630 pour le prince de Phalsbourg. L'architecte Salomon de Brosse, dit-on, reprit ici le parti qu'il avait déjà mis en œuvre au palais du Luxembourg qu'il avait réalisé à Paris pour la reine Marie de Médicis. On voit pourtant que Sampigny était moins ambitieux. Construit en bas du village, en dehors du périmètre d'un château plus ancien, le château était un quadrilatère de belle taille, cantonné de tours carrées, adoptant le grand style un peu austère alors en vogue : chaînages d'angle, cadres de fenêtres à bossages, très peu de décoration sculptée. Le prince de Phalsbourg mourut en 1631 ; la princesse fut contrainte de fuir la Lorraine lors de la guerre de Trente Ans, qui fut désastreuse pour le château. À son retour - avec son troisième mari, un marquis italien - le château n'était plus habitable. Le marquis entreprit alors la restauration. Le château fut habité jusqu'à la Première Guerre mondiale ; bombardé en 1914-1918, il ne fut pas relevé et ne subsiste plus que par ses façades désolées[32].
- Le petit château du Clos, en haut du village, fut construit pour le président Raymond Poincaré à Sampigny, le village de sa mère qui y possédait une maison. Il adopte un style néo-Louis XIII en brique et pierre, où les multiples volumes et les formes variées des toitures forment un ensemble plutôt pittoresque, tempéré par la discrétion de la décoration. Endommagé lui aussi pendant la Grande Guerre, le château fut alors restauré. Conformément aux dernières volontés de Raymond Poincaré[33], un orphelinat de garçons y a été établi le 1er octobre 1947 qui a fonctionné jusqu'en 1981. Il est propriété du département de la Meuse et abrite maintenant le musée Raymond-Poincaré.
- Musée Raymond-Poincaré. Il a reçu le label « Maison des Illustres » en 2011[34],[35].

Patrimoine religieux :
- L'église Sainte-Lucie XIIIe siècle[36],[37], agrandie dans un style gothique au (XVe siècle), cette église est à nouveau modifiée au (XVIIIe siècle). Pendant la Première Guerre mondiale, les obus allemands éventrent la vôute. Elle est une nouvelle fois restaurée.

Statue Sainte Agnès.
- La chapelle Saint-Pierre-et-Sainte-Lucie au bois Sainte-Lucie. Cette chapelle est bâtie au-dessus d'une grotte dans laquelle se trouve un fauteuil taillé dans la roche, où s'asseyaient les femmes stériles invoquant Sainte-Lucie[39].
- La chapelle Sainte-Lucie au cimetière XIXe siècle[40].
- Atelier monétaire important, possession des évêques de Verdun entre le (XIe siècle) et le (XIIe siècle), devant le bâtiment, une croix monolithe est érigée en 1893[41].
- Le monument aux morts, inauguré par Raymond Poincaré le 28 octobre 1923[42].

La nécropole nationale de Marbotte.
- Monument élevé à la mémoire de Raymond Poincaré[44].

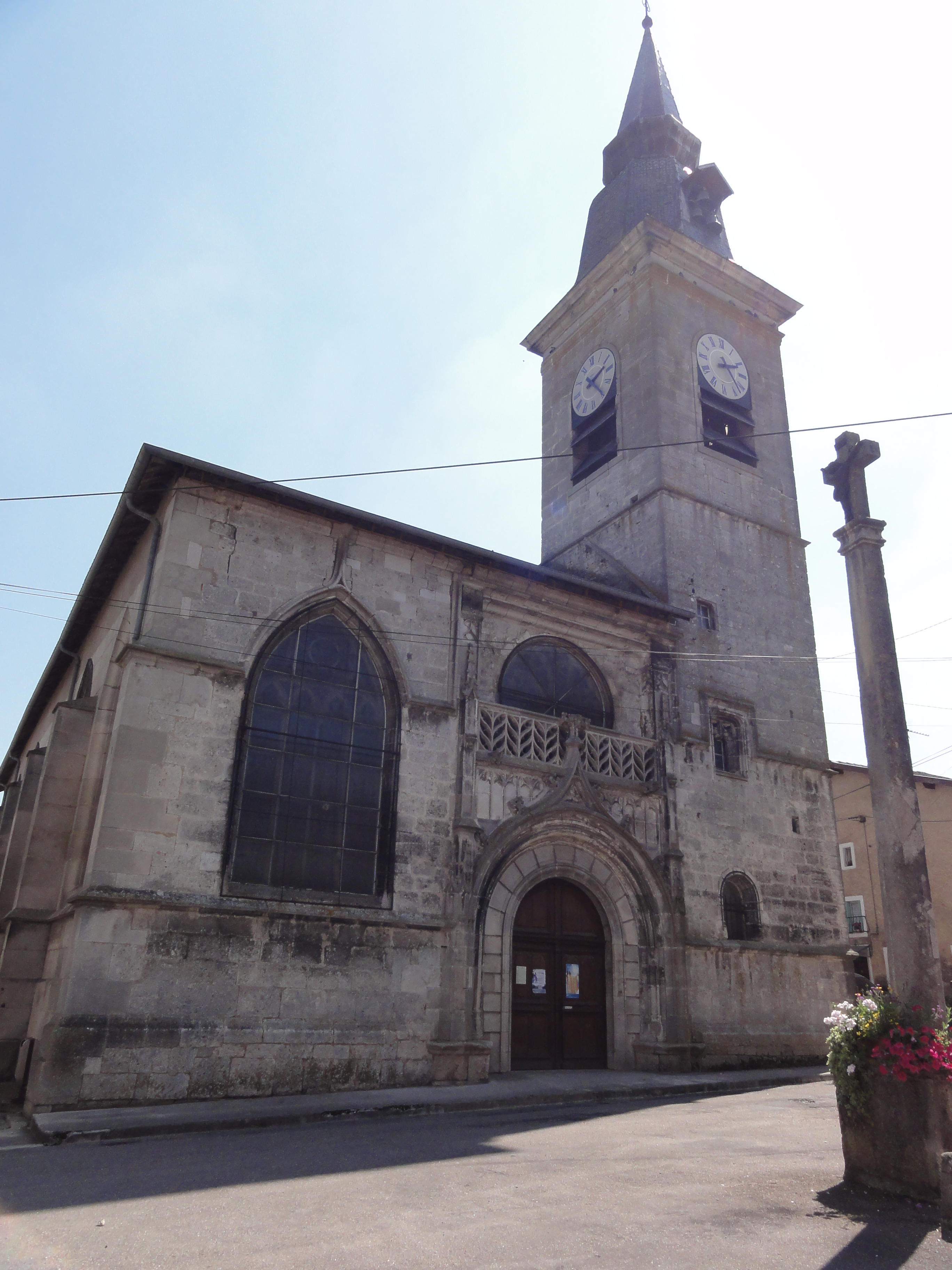
L'église Sainte-Lucie.
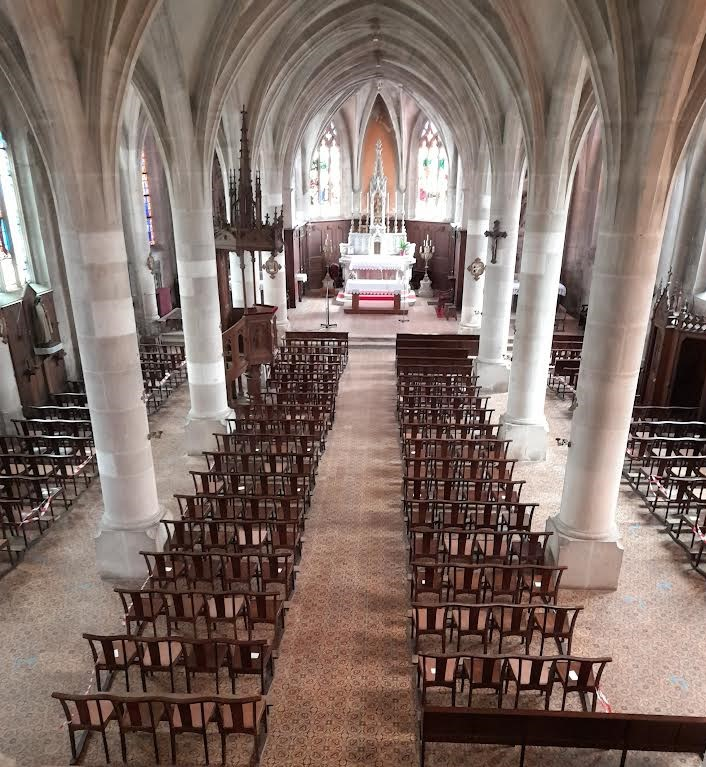
Nef-halle de l'église Sainte-Lucie.
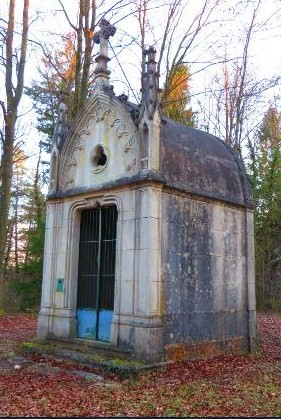
La chapelle Sainte-Lucie au Bois Sainte-Lucie.
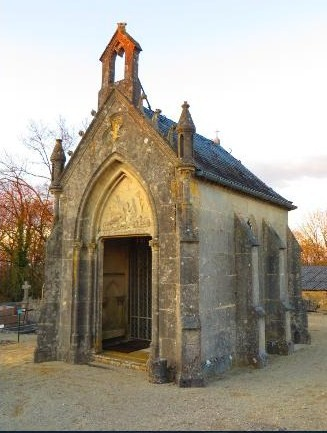
La chapelle Sainte-Lucie au cimetière.
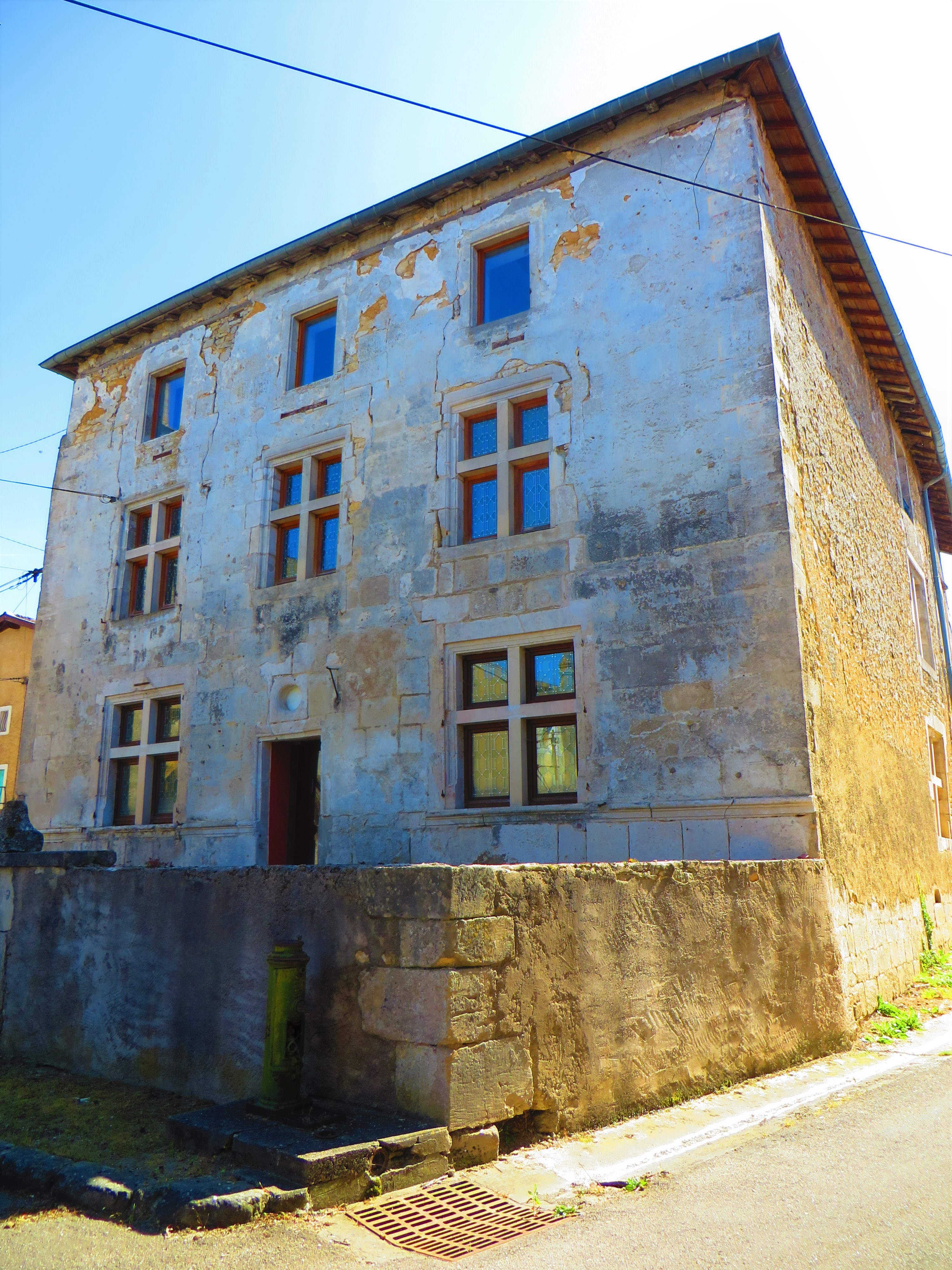
Atelier monétaire.

### Personnalités liées à la commune
- Sainte Lucie de Sampigny (Xe siècle), bergère, elle est invoquée par les femmes stériles et fêtée le 19 septembre.
- Le prince de Phalsbourg et la princesse (née Henriette de Lorraine) possédèrent la seigneurie et firent construire le château classique (voir ci-dessus). Le prince, la princesse et le dernier mari de celle-ci sont inhumés dans l'église Sainte-Lucie.
- Le président Raymond Poincaré résida dans le château du Clos[45].
- Pierre Jacquinot (1910 – 2002), physicien français, a passé toute son enfance à Sampigny. Il repose maintenant dans le cimetière du village.
- Antoine Pâris, négociant en céréales et financier de Louis XIV, qui eut à gérer la délicate résorption des dettes de Louis XIV après le krach du système de Law, dans le cadre de l'opération du visa en 1721.
- Renauld Oudinot (pt) (1744-1807), ingénieur militaire ayant travaillé pour le Portugal[46].

### Héraldique, logotype et devise
| Blason de Sampigny | Blason  | D'azur, au chef d'argent, au chevron de gueules brochant sur le tout.                                                     |
| Blason de Sampigny | Détails | Il s'agit des armoiries des seigneurs de Sampigny, maison de nom et d'armes.                                              |
| Blason de Sampigny | Alias   | D'or à la fasce d'azur chargée en cœur d'une pomme pendante, tigée et feuillée d'argent. Anciennes armoiries de Sampigny. |